# Milan Pacanda
Milan Pacanda (* 28. Februar 1978 in Brünn) ist ein tschechischer Fußballspieler. Der Mittelfeldspieler galt Ende der 1990er Jahre als eines der größten Talente im tschechischen Fußball.

## Spielerkarriere
Milan Pacanda begann mit dem Fußballspielen in seiner Heimatstadt bei FC Zbrojovka Brno. Schnell wurde das Talent des Stürmers erkannt, der sowohl technisch als auch im Abschluss sehr stark war. Mit 17 Jahren debütierte Pacanda in der ersten Mannschaft. Zusammen mit seinem Vater unterschrieb er einen Zwölfjahresvertrag, der ihn in seiner späteren Karriere behindern sollte. Das Grundgehalt lag bei sehr niedrigen 3.500 Kronen. Diese Zahl wurde später geändert, die lange Laufzeit jedoch blieb.
Nach seiner Debütsaison fiel der quirlige Stürmer in ein Loch und klagte über Rückenprobleme. Mehrere Monate konnte er nicht trainieren, in der Saison 1996/97 blieb er ohne Einsatz. Das Jahr darauf spielte Pacanda regelmäßig, wenn auch selten über die volle Distanz. In 28 Spielen gelangen ihm vier Tore. Am 23. September 1997 debütierte er mit 19 Jahren in der tschechischen U21-Auswahl, für die er sechs weitere Spiele bestreiten sollte.
Pacanda avancierte durch seine Spielweise zum Publikumsliebling in Brünn. In der Saison 1998/99 schoss er neun Tore in 23 Spielen. Pacanda sollte im Sommer 1999 zum FC Bologna wechseln, doch dazu kam es nie. Die Vertragsmodalitäten waren geklärt, am 24. April 1999, Brünn spielte bei Viktoria Žižkov, sollte der Wechsel abgeschlossen werden. Nach einem Foul des Innenverteidigers Jan Zakopal verletzte sich Pacanda so schwer am Knie, das der FC Bologna von einer Verpflichtung absah.
Der junge Stürmer verbrachte Monate mit Reha-Training und konnte erst in der Winterpause wieder in die Vorbereitung einsteigen. Mit dieser Situation kam er nicht klar, er wurde spielsüchtig, hatte große Schulden und führte einen unprofessionellen Lebenswandel. Im ersten Training zog sich Pacanda die gleiche Verletzung erneut zu und sah abermals eine mehrmonatige Pause auf sich zukommen. In dieser Situation halfen ihm sein Manager Pavel Paska und Trainer Karel Jarůšek. Während Paska Pacandas Schulden übernahm, bot Jarùšek ihm an, bei ihm zu wohnen, außerdem verordnete er ihm ein individuelles Trainingsprogramm.
Sein Comeback gab Pacanda nach fast anderthalbjähriger Unterbrechung am 4. August 2000 zuhause gegen Sparta Prag. Über die volle Distanz spielte er aber erst gegen Saisonende. Nach der vollständigen Genesung kam Pacanda in die Form seines Lebens. In der Spielzeit 2001/02 gelangen ihm dreizehn Tore. Mögliche Interessenten wurden allerdings nicht nur durch Pacandas Ruf, ein problematischer Spieler zu sein abgeschreckt, sondern auch durch eine hohe Ablöseforderung.
Mitte 2004 wechselte Milan Pacanda für rund 15 Millionen Kronen zu Sparta Prag und erhielt beim tschechischen Rekordmeister einen Vierjahresvertrag. Anfangs übertraf er sogar die Erwartungen und erzielte vier Tore in drei Spielen. Im Winter kam es jedoch zu einem Trainerwechsel, Jaroslav Hřebík übernahm für František Straka. Hřebík stellte Pacanda kaum noch auf. Im Sommer 2005 erteilte er ihm die Freigabe, und Pacanda wechselte auf Leihbasis zum FC Wacker Tirol, wo er sieben Tore in 22 Spielen schoss. Die Innsbrucker entschlossen sich aber, eine Kaufoption nicht zu ziehen.
Pacanda kehrte nach Prag zurück, durfte aber nicht spielen. Erst Anfang September wurde er an seinen Heimatverein 1. FC Brünn ausgeliehen. In der Saison 2006/07 spielte er regelmäßig, machte aber nur ein Tor und konnte nicht an seine besten Zeiten anknüpfen. Zudem fuhr er Ende Januar 2007 unter Alkoholeinfluss, der Verein belegte ihn daraufhin mit einer Geldstrafe in Höhe von einhunderttausend Kronen.
Der bei Sparta Prag bis Juni 2008 laufende Vertrag wurde im Juli 2007 aufgelöst, Milan Pacanda unterschrieb einen Kontrakt beim 1. FC Brünn. In der Winterpause 2007/08 wurde er an Tescoma Zlín ausgeliehen.
Im Juli 2008 wechselte Pacanda auf Leihbasis zum kasachischen Erstligisten Schachtjor Qaraghandy. Im Winter 2008/09 kehrte der Mittelfeldspieler nach Brünn zurück und wurde für die Rückrunde der Saison an den Drittligisten 1. SC Znojmo ausgeliehen. In der Rückrunde der Saison 2009/10 war Pacanda an den Viertligisten FC Slovan Rosice ausgeliehen. Im Sommer 2010 wechselte Pacanda zum slowakischen Zweitligisten FK Bodva Moldava nad Bodvou.